# Ee Mungu Nguvu Yetu
"Ee Mungu Nguvu Yetu" es el himno nacional de Kenia.

## Letra original ensuajili
Ee Mungu nguvu yetu
Ilete baraka kwetu
Haki iwe ngao na mlinzi
Natukae na undugu
Amani na uhuru
Raha tupate na ustawi.
Amkeni ndugu zetu
Tufanye sote bidii
Nasi tujitoe kwa nguvu
Nchi yetu ya
Kenya tunayoipenda
Tuwe tayari kuilinda.
Natujenge taifa letu
Ee ndio wajibu wetu
Kenya istahili heshima
Tuungane mikono pamoja kazini
Pamoja kazini
Kila siku tuwe nashukrani.

## Traducción
Oh, Dios de toda la creación,
bendice nuestra tierra y nación,
sea la justicia nuestra protectora y defensora,
vivamos en unidad,
paz y libertad,
y encontremos la plenitud en nuestra patria.
Pongámonos en pie
con los corazones fuertes y sinceros.
Que el servicio sea nuestra empeño más productivo,
y nuestro hogar de Kenia,
patrimonio de esplendor,
la defenderemos firmemente.
Todos al unísono,
unidos por un lazo común,
construyamos esta nuestra nación todos juntos,
y que la gloria de Kenia,
el fruto de nuestra labor
llene cada uno de los corazones agradecidos.